# Liga I 2024-25
La temporada 2024-25 fue la centésima séptima edición de la Liga I la máxima categoría del fútbol profesional en Rumania, y organizada por la Liga Profesionistă de Fotbal. La temporada comenzó el 12 de julio de 2024 y finalizó el 1 de junio de 2025.
El FCSB fue el campeón defensor tras conseguir la temporada pasada su título número 27.

## Formato
Los 16 equipos participantes jugarán entre sí todos contra todos dos veces totalizando 30 partidos cada uno, al término de la fecha 30 los seis primeros clasificados pasarán a jugar la ronda por el campeonato, mientras que los otros diez pasarán a jugar la ronda por la permanencia.
Los equipos clasificados 9° y 10° de la ronda por la permanencia descenderán directamente a Liga II, mientras el 7° y 8° lugares jugarán una ronda de ascenso/descenso contra el 3° y 4° lugares de la Liga II 2024-25.

## Ascensos y descensos
Descendidos
El primer club en descender la temporada pasada fue el FCU Craiova 1948 poniendo fin a su estancia de tres años en la máxima categoría. 
El segundo club en descender fue el FC Voluntari, que descendió tras nueve años en la máxima división.
Ascensos
Ascendieron de la Liga II el campeón AFC Unirea Slobozia que en esta temporada debutará en la máxima categoría.
El segundo club en ascender fue FC Gloria Buzău, que regresó a la Liga I después de quince años de ausencia y luego de ocho años de la quiebra y refundación del club.
| Pos. | Descendidos de la Liga I 2023-24 |
| ---- | -------------------------------- |
| 15.º | FC Voluntari                     |
| 16.º | FCU Craiova 1948                 |

| Pos. | Ascendidos de la Liga II 2023-24 |
| ---- | -------------------------------- |
| 1.º  | AFC Unirea Slobozia              |
| 4.º  | FC Gloria Buzău                  |

## Equipos participantes
| Club                      | Ciudad          | Estadio                            | Capacidad |
| ------------------------- | --------------- | ---------------------------------- | --------- |
| FC Botoșani               | Botoșani        | Stadionul Municipal Botoşani       | 12.000    |
| CFR Cluj                  | Cluj-Napoca     | Stadionul Dr. Constantin Rădulescu | 23.500    |
| Dinamo București          | Bucarest        | Arena Națională                    | 55.634    |
| FCV Farul Constanța       | Constanța       | Stadionul Farul                    | 15.500    |
| Rapid de Bucarest         | Bucarest        | Estadio Rapid-Giulești             | 14.100    |
| FC Steaua București       | Bucarest        | Estadio Steaua                     | 31.600    |
| FC Gloria Buzău           | Buzău           | Estadio Municipal de Buzău         | 15.000    |
| FC Hermannstadt           | Sibiu           | Estadio Municipal de Sibiu         | 14.200    |
| Otelul Galati             | Galați          | Estadio Oțelul                     | 13.000    |
| FC Petrolul Ploiești      | Ploiești        | Estadio Ilie Oană                  | 15.500    |
| Politehnica Iași          | Iași            | Estadio Emil Alexandrescu          | 11.481    |
| Sepsi OSK Sfântu Gheorghe | Sfântu Gheorghe | Stadionul Silviu Ploeșteanu        | 8.800     |
| AFC Unirea Slobozia       | Slobozia        | Stadionul 1 Mai                    | 6.000     |
| Universitatea Cluj        | Cluj-Napoca     | Cluj Arena                         | 30.201    |
| Universitatea Craiova CS  | Craiova         | Estadio Ion Oblemenco              | 30.983    |
| FC UTA Arad               | Arad            | Estadio Francisc von Neumann       | 12.700    |

## Temporada regular

### Clasificación
| Pos. | Equipo                | Pts. | PJ | G  | E  | P  | GF | GC | Dif. | Clasificación 2024-25 |
| ---- | --------------------- | ---- | -- | -- | -- | -- | -- | -- | ---- | --------------------- |
| 1    | FCSB                  | 56   | 30 | 15 | 11 | 4  | 43 | 24 | +19  | Grupo Campeonato      |
| 2    | CFR Cluj              | 54   | 30 | 14 | 12 | 4  | 56 | 32 | +24  | Grupo Campeonato      |
| 3    | Universitatea Craiova | 52   | 30 | 14 | 10 | 6  | 45 | 28 | +17  | Grupo Campeonato      |
| 4    | Universitatea Cluj    | 52   | 30 | 14 | 10 | 6  | 43 | 27 | +16  | Grupo Campeonato      |
| 5    | Dinamo București      | 51   | 30 | 13 | 12 | 5  | 40 | 26 | +14  | Grupo Campeonato      |
| 6    | Rapid București       | 46   | 30 | 11 | 13 | 6  | 35 | 26 | +9   | Grupo Campeonato      |
| 7    | Sepsi OSK             | 41   | 30 | 11 | 8  | 11 | 39 | 36 | +3   | Grupo Descenso        |
| 8    | FC Hermannstadt       | 41   | 30 | 11 | 8  | 11 | 34 | 40 | −6   | Grupo Descenso        |
| 9    | Petrolul Ploiești     | 40   | 30 | 9  | 13 | 8  | 29 | 29 | 0    | Grupo Descenso        |
| 10   | Farul Constanța       | 35   | 30 | 8  | 11 | 11 | 28 | 38 | −10  | Grupo Descenso        |
| 11   | UTA Arad              | 34   | 30 | 8  | 10 | 12 | 28 | 35 | −7   | Grupo Descenso        |
| 12   | Oțelul Galați         | 32   | 30 | 7  | 11 | 12 | 24 | 32 | −8   | Grupo Descenso        |
| 13   | FC Botoșani           | 31   | 30 | 7  | 10 | 13 | 26 | 37 | −11  | Grupo Descenso        |
| 14   | Politehnica Iași      | 31   | 30 | 8  | 7  | 15 | 29 | 46 | −17  | Grupo Descenso        |
| 15   | Unirea Slobozia       | 26   | 30 | 7  | 5  | 18 | 28 | 47 | −19  | Grupo Descenso        |
| 16   | Gloria Buzău          | 20   | 30 | 5  | 5  | 20 | 25 | 51 | −26  | Grupo Descenso        |

Actualizado a los partidos jugados el 10 de marzo de 2025.
 Fuente: LPF, Soccerway

### Resultados
| Local \ Visitante     | BOT | CFR | DIN | FAR | FCS | GLO | HER | OTE | PET | IAS | RAP | SPS | USL | UCJ | UCV | UTA |
| --------------------- | --- | --- | --- | --- | --- | --- | --- | --- | --- | --- | --- | --- | --- | --- | --- | --- |
| FC Botoșani           | —   | 1–1 | 1–1 | 0–0 | 1–0 | 3–3 | 1–2 | 2–3 | 0–2 | 1–1 | 2–0 | 0–0 | 1–0 | 1–2 | 2–2 | 1–0 |
| CFR Cluj              | 3–0 | —   | 3–2 | 3–1 | 2–2 | 6–0 | 1–0 | 3–2 | 2–0 | 2–1 | 1–1 | 3–3 | 3–0 | 2–3 | 0–2 | 1–3 |
| Dinamo București      | 2–2 | 1–1 | —   | 0–2 | 0–2 | 4–1 | 2–0 | 1–0 | 4–1 | 2–0 | 0–0 | 1–1 | 1–0 | 0–0 | 1–0 | 1–0 |
| Farul Constanța       | 0–1 | 0–3 | 1–1 | —   | 1–1 | 1–0 | 3–2 | 0–1 | 2–1 | 2–0 | 1–3 | 2–1 | 0–1 | 1–1 | 3–2 | 1–1 |
| FCSB                  | 2–1 | 1–1 | 2–1 | 3–2 | —   | 3–2 | 1–1 | 0–2 | 1–1 | 0–1 | 0–0 | 3–0 | 3–0 | 1–1 | 1–0 | 2–0 |
| Gloria Buzău          | 0–2 | 0–1 | 0–1 | 1–0 | 0–2 | —   | 3–0 | 0–0 | 0–1 | 2–0 | 1–1 | 1–2 | 3–0 | 0–2 | 0–2 | 1–1 |
| FC Hermannstadt       | 2–1 | 0–0 | 0–2 | 0–0 | 2–0 | 2–1 | —   | 1–0 | 1–1 | 6–2 | 1–0 | 0–4 | 1–1 | 2–1 | 0–0 | 0–0 |
| Oțelul Galați         | 0–0 | 0–1 | 1–1 | 0–0 | 1–4 | 2–1 | 1–0 | —   | 0–0 | 2–3 | 1–1 | 2–0 | 0–2 | 0–1 | 1–1 | 1–1 |
| Petrolul Ploiești     | 3–1 | 0–0 | 0–1 | 1–1 | 0–0 | 0–0 | 4–1 | 0–0 | —   | 3–1 | 1–0 | 1–0 | 2–1 | 0–0 | 1–1 | 0–1 |
| Politehnica Iași      | 1–0 | 1–1 | 2–2 | 2–2 | 0–2 | 1–2 | 0–2 | 2–1 | 1–0 | —   | 1–2 | 1–2 | 1–0 | 1–0 | 2–0 | 0–1 |
| Rapid București       | 1–0 | 2–2 | 1–1 | 5–0 | 0–0 | 2–0 | 1–0 | 0–0 | 1–1 | 2–1 | —   | 2–2 | 2–1 | 0–2 |     | 2–0 |
| Sepsi OSK             | 3–0 | 1–1 | 1–1 | 1–0 | 0–1 | 2–0 | 2–3 | 2–0 | 1–1 | 1–0 | 2–0 | —   | 0–1 | 0–0 | 1–2 | 1–0 |
| Unirea Slobozia       | 1–0 | 1–1 | 1–3 | 0–1 | 2–2 | 2–1 | 1–2 | 0–1 | 1–2 | 0–0 | 1–2 | 3–2 | —   | 2–2 | 0–1 | 0–1 |
| Universitatea Cluj    | 0–1 | 3–2 | 1–0 | 1–1 | 1–2 | 2–1 | 3–1 | 2–0 | 4–1 | 2–2 | 2–1 | 3–0 | 3–2 | —   | 1–1 | 0–1 |
| Universitatea Craiova | 0–0 | 0–2 | 1–1 | 1–0 | 1–1 | 5–1 | 3–1 | 2–1 | 0–0 | 4–1 | 1–1 | 2–1 | 3–0 | 1–0 | —   | 4–2 |
| UTA Arad              | 2–0 | 1–4 | 0–2 | 1–1 | 0–1 | 1–0 | 1–1 | 1–1 | 3–1 | 0–0 | 1–1 | 1–2 | 3–4 | 0–0 | 1–2 | —   |

## Grupo Campeonato
| Pos. | Equipo                | Pts. | PJ | G | E | P | GF | GC | Dif. | Clasificados                                        |
| ---- | --------------------- | ---- | -- | - | - | - | -- | -- | ---- | --------------------------------------------------- |
| 1    | FCSB (C)              | 52   | 10 | 7 | 3 | 0 | 18 | 9  | +9   | Primera fase clasificatoria de la Liga de Campeones |
| 2    | CFR Cluj              | 43   | 10 | 4 | 4 | 2 | 17 | 11 | +6   | Primera ronda clasificatoria de la Liga Europa      |
| 3    | Universitatea Craiova | 40   | 10 | 4 | 2 | 4 | 13 | 11 | +2   | Segunda fase clasificatoria de la Liga Conferencia  |
| 4    | Universitatea Cluj    | 39   | 10 | 4 | 1 | 5 | 12 | 15 | −3   | Segunda fase clasificatoria de la Liga Conferencia  |
| 5    | Rapid București       | 33   | 10 | 2 | 4 | 4 | 12 | 17 | −5   |                                                     |
| 6    | Dinamo București      | 31   | 10 | 1 | 2 | 7 | 10 | 19 | −9   |                                                     |

Actualizado a los partidos jugados el 24 de mayo de 2025.
 Fuente: Soccerway
Criterios de clasificación: Puntos • Puntos directos • Diferencia de gol directa • Goles marcados directos • Diferencia de gol • Goles marcados • Play-off.

## Grupo Descenso
| Pos. | Equipo               | Pts. | PJ | G | E | P | GF | GC | Dif. | Clasificados                            |
| ---- | -------------------- | ---- | -- | - | - | - | -- | -- | ---- | --------------------------------------- |
| 1    | FC Hermannstadt      | 36   | 9  | 4 | 3 | 2 | 12 | 8  | +4   |                                         |
| 2    | Oțelul Galați        | 35   | 9  | 6 | 1 | 2 | 13 | 5  | +8   |                                         |
| 3    | Petrolul Ploiești    | 31   | 9  | 3 | 2 | 4 | 10 | 10 | 0    |                                         |
| 4    | UTA Arad             | 31   | 9  | 4 | 2 | 3 | 9  | 11 | −2   |                                         |
| 5    | Farul Constanța      | 31   | 9  | 3 | 4 | 2 | 12 | 9  | +3   |                                         |
| 6    | FC Botoșani          | 29   | 9  | 4 | 1 | 4 | 11 | 12 | −1   |                                         |
| 7    | Politehnica Iași (D) | 28   | 9  | 3 | 3 | 3 | 10 | 4  | +6   | Clasificado a los play-offs de descenso |
| 8    | Unirea Slobozia (O)  | 27   | 9  | 3 | 5 | 1 | 11 | 8  | +3   | Clasificado a los play-offs de descenso |
| 9    | Sepsi OSK (D)        | 26   | 9  | 1 | 2 | 6 | 7  | 16 | −9   | Descendido a la Liga II                 |
| 10   | Gloria Buzău (D)     | 17   | 9  | 2 | 1 | 6 | 5  | 13 | −8   | Descendido a la Liga II                 |

Actualizado a los partidos jugados el 18 de mayo de 2025.
 Fuente: Soccerway
Criterios de clasificación: Puntos • Puntos directos • Diferencia de gol directa • Goles marcados directos • Diferencia de gol • Goles marcados • Play-off.

## Play-offs por la permanencia
Los equipos clasificados 13.° y 14.° de la Liga I se enfrentan al equipo clasificado 3.° y 4.° de la Liga II.
| Equipo1             | Agr            | Equipo2                | Ida | Vuelta |
| ------------------- | -------------- | ---------------------- | --- | ------ |
| AFC Unirea Slobozia | 2–2 (4-3 pen.) | FC Voluntari           | 1-2 | 1-0    |
| Politehnica Iași    | 1–2            | Metaloglobus București | 1-1 | 0-1    |

## Goleadores
- Actualizado al 1 de junio de 2025[5]

| Rank | Jugador           | Club                  | Goles |
| ---- | ----------------- | --------------------- | ----- |
| 1    | Louis Munteanu    | CFR Cluj              | 23    |
| 2    | Alexandru Mitriță | Universitatea Craiova | 19    |
| 3    | Daniel Bîrligea   | FCSB                  | 16    |
| 4    | Astrit Selmani    | Dinamo București      | 14    |
| 5    | Ianis Stoica      | Hermannstadt          | 13    |